# Counter Culture Festival

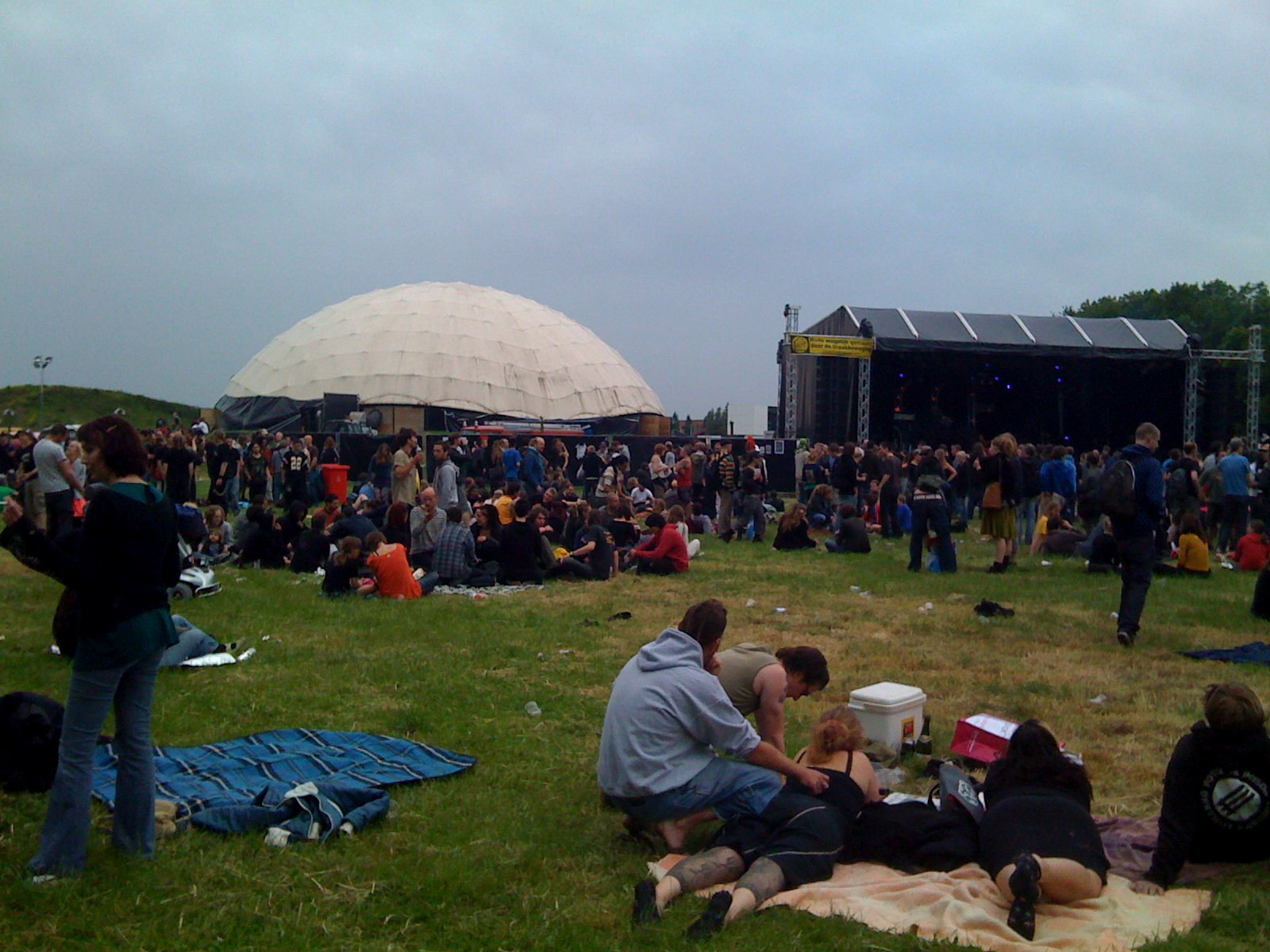
Counter Culture Festival, 2009

Counter Culture Festival is een openluchtfestival in de Nederlandse stad Utrecht. Het evenement bestaat sinds 2006 en wordt jaarlijks georganiseerd door activisten van de kraakbeweging. Het is gratis toegankelijk en wordt geheel door vrijwilligers gedragen.
Zowel binnen- als buitenlandse bands treden er op en dj's draaien er punk, ska, reggae, electro, dubstep, drum and bass en tekno. Op het terrein staan kraampjes van min of meer aan de kraakbeweging gelieerde organisaties, zoals de Weggeefwinkel, GroenFront!, Loesje en Clolonel. Ook is er raw food en vegetarisch voedsel te koop.
Het festival vond voor het eerst plaats in 2006 uit protest tegen de ontruiming van de kraakpanden Vismarkt en de Dump, waarin culturele activiteiten plaatsvonden. De eerste editie vond plaats in het Lepelenburgpark. In 2007 en 2008 vond het festival plaats in Park Transwijk. Op 23 mei 2009 vond het festival plaats bij Paper Dome in Leidsche Rijn, in 2010 aan het meer van Strijkviertel. In 2011 en 2012 werd het festival afgelast en de organisatie overwoog zelfs het festival op te heffen vanwege de oplopende kosten en omdat zij met de gemeente geen overeenstemming over een geschikte en betaalbare locatie kon bereiken. Sinds 2013 vindt het plaats in het Julianapark.